# El reparador
El reparador (en inglés: The Fixer), también traducida al español como El hombre de Kiev, es la tercera novela publicada por el escritor judío estadounidense Bernard Malamud. Aparecida en 1966 en inglés, está basada en hechos reales: la historia del judío Menahem Mendel Beilis, injustamente acusado de asesinar a un niño cristiano en la Rusia zarista. La obra fue premiada con el National Book Award y con el Premio Pulitzer de ficción en 1967.
En 1968 fue adaptada al cine por el director John Frankenheimer, con guion de Dalton Trumbo. El filme, de igual título que la novela en su versión original, se llama en español El hombre de Kiev.